# 田中一江
田中 一江（たなか かずえ、1953年5月31日 - ）は、日本の翻訳家。東京都出身。東京女子大学文学部卒。日本推理作家協会会員。

## 概要
大学卒業後、数年間の充電期間の最中、ジャッキー・チェンの『酔拳』に感銘を受け、翻訳家を志す。
翻訳の対象ジャンルは広く、ホラー、ユーモア、SF、など多岐にわたる。自称「英米エンタテインメント小説翻訳者」。

## 著書（ノベライゼーション）
- 『ハチ公物語』（新藤兼人原作、集英社、コバルト文庫） 1987年7月 ISBN 4-08-611072-5
- 『マリリンに逢いたい』（野沢尚脚本、集英社、コバルト文庫） 1988年6月 ISBN 4-08-611171-3

## 訳書一覧
- 『スカーレットのように』（クリスティ・ラッセル、集英社、コバルト文庫） 1985年12月
- 『ときめいて恋ごころ 美形（ゴージャスボーイ）と出会う法』 (How to meet a Goegeous Boy、マージョリー・W・シャーマット、集英社、コバルト文庫） 1986年8月 ISBN 4-08-610873-9
- 『ミリイ 少年は空を飛んだ』 (The Boy who could fly based on the screenplay、ニック・キャッスル、集英社、コバルト文庫） 1987年2月 ISBN 4-08-611023-7
- 『摩天楼の密室殺人』 (Nightcap、J・C・S・スミス、サンケイ文庫） 1987年7月 ISBN 4-383-02651-6
- 『ブレイン・チャイルド』 (Brain Child、ジョン・ソール、扶桑社文庫） 1989年8月 ISBN 4-594-00461-X
- 『ゴーストバスターズ2』 (Ghostbusters 2、エド・ナーハ、ハヤカワ文庫） 1989年11月 ISBN 4-15-010848-X
- 『少女が消えた街』 (Jaconby's First Case、J・C・S・スミス、扶桑社文庫） 1989年11月 ISBN 4-594-00510-1
- 『ネメシス』 (Nemesis、アイザック・アシモフ、早川書房） 1991年1月 ISBN 4-15-202072-5、のち文庫（上・下） 1997年2月 ISBN 4-15-011178-2 / ISBN 4-15-011179-0
- 『奴らは渇いている』上・下 （They Thrist、ロバート・R・マキャモン、扶桑社文庫） 1991年5月 ISBN 4-594-00735-X / ISBN 4-594-00736-8
- 『消えたゴールデン・フリース号』 (Golden Fleece、ジャック・ベックランド、扶桑社文庫） 1993年3月 ISBN 4-594-01123-3
- 『アウトドア・ボーイ』 (Rubber Legs and White Tail-hairs、パトリック・F・マクマナス、早川書房） 1993年11月 ISBN 4-15-206003-4
- 『バーチャルガール』 (Virtual Girl、エイミー・トムスン、ハヤカワ文庫） 1994年10月 ISBN 4-15-011079-4
- 『サマー・オブ・ナイト』 上・下 (Summer of Night、ダン・シモンズ、扶桑社文庫） 1994年12月 ISBN 4-594-01624-3 / ISBN 4-594-01625-1
- 『影のドミノ・ゲーム』 (Sombra de la Sombra、パコ・イグナシオ・タイボ二世、創元推理文庫） 1995年1月 ISBN 4-488-29201-1
- 『私はイヴ ある多重人格者の自伝』 (I'm Eve、クリス・コスナー・サイズモア,エレン・ピティロ、ハヤカワ文庫） 1995年11月 ISBN 4-15-050198-X
- 『ヴァート』 (Vurt、ジェフ・ヌーン、ハヤカワ文庫） 1995年12月 ISBN 4-15-011126-X
- 『愛して殺してマイアミで』 (Night Vision、ポール・リヴァイン、文春文庫） 1996年10月 ISBN 4-16-752727-8
- 『FBI心理分析官2 - 今日の異常殺人者に迫る戦慄のプロファイル』 (I Have Lived in the Monster...、ロバート・K・レスラー,トム・シャットマン、早川書房） 1996年10月 ISBN 4-15-208039-6
- 『緑の少女』上・下 (The Volor of Distance、エイミー・トムスン ハヤカワ文庫） 1996年12月 ISBN 4-15-011173-1 /  ISBN 4-15-011174-X
- 『花粉戦争』 (Pollen、ジェフ・ヌーン、ハヤカワ文庫） 1997年7月 ISBN 4-15-011199-5
- 『敵意ある証人』上・下 (Hostile Witness、ウィリアム・ラシュナー、扶桑社文庫） 1999年4月 ISBN 4-594-02684-2 / ISBN 4-594-02685-0
- 『999 狂犬の夏』 (999 The Last Book of Supernatural Horror and Suspense vol.3、アル・サラントニオ編、創元推理文庫） 2000年3月 ISBN 4-488-58403-9
- 『喘ぐ血』 (Hot Blood、リチャード レイモン,ナンシー・A・コリンズ、大森望他訳、祥伝社文庫） 2000年5月 ISBN 4-396-32761-7
- 『無法の正義』 (Blue Justice、ジャニーン キャドゥ、講談社文庫） 2000年10月 ISBN 4-06-264988-8
- 『スパンキイ』 (Spanky、クリストファー ファウラー、創元推理文庫） 2000年12月 ISBN 4-488-58801-8
- 『四年後の夏』 (The Souvenir、パトリシア・カーロン、扶桑社文庫） 2000年12月 ISBN 4-594-03046-7
- 『ヘラクレスの冒険』（The Labours of Hercules、アガサ・クリスティー、早川書房、ハヤカワ文庫、クリスティー文庫） 2004年
- 『シャルビューク夫人の肖像』（The Portrait of Ms.Charbuque、ジェフリー・フォード、ランダムハウス講談社） 2006年
- 『Y氏の終わり』（The End of. Mr.Y、スカーレット・トマス、早川書房、Hayakawa novels） 2007年
- 『ガラスのなかの少女』（The Girl in the Glass、ジェフリー・フォード、早川書房、ハヤカワ・ミステリ文庫） 2007年
- 『雲をつかむ死』（Death in the Clouds、アガサ・クリスティー、早川書房、クリスティー・ジュニア・ミステリ） 2008年
- 『ベガーズ・イン・スペイン』（Begars in Spain and Other Stories、ナンシー・クレス、金子司他共訳、早川書房、ハヤカワ文庫SF） 2009年
- 『アードマン連結体』（The Erdmann Nexus and Other Stories、ナンシー・クレス、早川書房、ハヤカワ文庫SF） 2010年
- 『ジェイクをさがして』（Looking for Jake、チャイナ・ミエヴィル、日暮雅通他共訳、早川書房、ハヤカワ文庫SF） 2010年
- 『ヒー・イズ・レジェンド』（He is Legend: An Anthology Celebrating Richard Matheson、クリストファー・コンロン編、ジョー・ヒル,スティーヴン・キングほか、小学館、小学館文庫） 2010年
- 『ねじまき少女』上・下（The Windup Girl、パオロ・バチガルピ、金子浩共訳、早川書房、ハヤカワ文庫SF） 2011年
- 『シップブレイカー』（Ship Breaker、パオロ・バチガルピ、早川書房、ハヤカワ文庫SF） 2012年
- 『シルヴァー・スクリーム』上・下（Silver Scream、デイヴィッド・J・スカウ編、夏来健次,尾之上浩司共訳、東京創元社、創元推理文庫） 2013年

### オースン・スコット・カード
- 『反逆の星』 (Treason、オースン・スコット・カード、ハヤカワ文庫） 1992年6月 ISBN 4-15-010974-5
- 『第七の封印』 (Wyrms、オースン・スコット・カード、ハヤカワ文庫） 1993年4月 ISBN 4-15-011013-1
- 『ゼノサイド』上・下 (Xenocide、オースン・スコット・カード、ハヤカワ文庫） 1994年8月 ISBN 4-15-011072-7 / ISBN 4-15-011073-5
- 『エンダーズ・シャドウ』上・下 (Ender's Shadow、オースン・スコット・カード、ハヤカワ文庫SF） 2000年10月 ISBN 4-15-011330-0 / ISBN 4-15-011330-0
- 『エンダーの子どもたち』上・下 (Children of the Mind、オースン・スコット・カード、ハヤカワ文庫） 2001年2月 ISBN 4-15-011331-9 / ISBN 4-15-011345-9
- 『シャドウ・オブ・ヘゲモン』上・下 (Shadow of the Hegemon、オースン・スコット・カード、ハヤカワ文庫 2003年11月 ISBN 4-15-011463-3 / ISBN 4-15-011464-1
- 『シャドウ・パペッツ』 (Shadow Puppets、オースン・スコット・カード、ハヤカワ文庫） 2004年10月 ISBN 4-15-011491-9
- 『エンダーのゲーム』 上・下（Ender's Game、オースン・スコット・カード、ハヤカワ文庫SF） 2013年

### ディーン・R・クーンツ
- 『ウィンター・ムーン』上・下 (Winter Moon、ディーン・R・クーンツ、文春文庫） 1995年12月 ISBN 4-16-730958-0 / ISBN 4-16-730959-9
- 『奇妙な道 ストレンジ・ハイウェイズ1』 (Strange Highways、ディーン・R・クーンツ、扶桑社文庫） 1999年5月 ISBN 4-594-02702-4
- 『サイレント・アイズ』上・下（From the Corner of His Eye、ディーン・クーンツ、講談社、講談社文庫） 2005
- 『対決の刻』上・下（One Door Away from Heaven、ディーン・クーンツ、講談社、講談社文庫） 2008
- 『ヴェロシティ』上・下（Velocity、ディーン・クーンツ、講談社、講談社文庫） 2010

### パーネル・ホール
- 『犯人にされたくない』 (Murder、パーネル・ホール、ハヤカワ文庫） 1990年12月 ISBN 4-15-077802-7
- 『お人好しでもいい』 (Favor、パーネル・ホール、ハヤカワ文庫） 1992年1月 ISBN 4-15-077803-5
- 『絞殺魔に会いたい』 (Strangler、パーネル・ホール、ハヤカワ文庫） 1992年11月 ISBN 4-15-077804-3
- 『依頼人がほしい』 (Client、パーネル・ホール、ハヤカワ文庫） 1993年12月ISBN 4-15-077805-1
- 『陪審員はつらい』 (Juror、パーネル・ホール、ハヤカワ文庫） 1994年12月 ISBN 4-15-077806-X
- 『撃たれると痛い』 (Shot、パーネル・ホール、ハヤカワ文庫） 1995年6月 ISBN 4-15-077807-8
- 『俳優は楽じゃない』 (Actor、パーネル・ホール、ハヤカワ文庫） 1996年7月 ISBN 4-15-077808-6
- 『脅迫なんか恐くない』 (Blackmail、パーネル・ホール、ハヤカワ文庫） 1997年11月 ISBN 4-15-077809-4
- 『脚本家はしんどい』 (Movie、パーネル・ホール、ハヤカワ文庫） 1998年9月 ISBN 4-15-077810-8
- 『裁判はわからない』 (Trial、パーネル・ホール、ハヤカワ文庫） 1999年6月 ISBN 4-15-077811-6
- 『サスペンスは嫌い』（Suspense、パーネル・ホール、早川書房、ハヤカワ・ミステリ文庫） 2004
- 『休暇はほしくない』（Cozy、パーネル・ホール、早川書房、ハヤカワ・ミステリ文庫) 2005